# Leptacis longiclava
Leptacis longiclava är en stekelart som beskrevs av Peter Neerup Buhl 2002. Leptacis longiclava ingår i släktet Leptacis och familjen gallmyggesteklar. Inga underarter finns listade i Catalogue of Life.